# Yūichi Akasaka
Pour les articles homonymes, voir Akasaka.
Yūichi Akasaka (赤坂 雄一, Akasaka Yūichi), né le 29 septembre 1967 dans la préfecture d'Ibaraki, est un patineur de vitesse sur piste courte japonais.

## Palmarès

### Jeux olympiques
- Médaillé de bronze en relais sur 5 000 m aux Jeux olympiques d'hiver de 1992 à Albertville

### Championnats du monde
- Champion du monde en relais en 1985, 1992 et 1994
- Médaille d'argent individuelle en 1990 à Amsterdam
- Médaille de bronze en relais en 1983 et 1986